# 서인영의 음반 외 활동 목록
다음은 대한민국의 가수 서인영의 음반 외 활동 목록이다.

## 방송 활동
| 연도   | 방송활동 |
| ------ | --- |
| 2004년 | - Mnet 《캠퍼스 서바이벌 움직여봐》 |
| 2008년 | - Mnet 《서인영의 카이스트》 - MBC 《우리 결혼했어요》 - SBS 《야심만만 예능선수촌》 - KBS2 《뮤직뱅크》                                                    |
| 2009년 | - Mnet 《서인영의 신상친구》 - MBC 《일요일 일요일 밤에 - 오빠밴드》 - SBS 《스타일》 카메오 출연 - M.net 《제국의아이들》                                  |
| 2010년 | - 온스타일 《프로젝트 런웨이 코리아 시즌2》 심사위원 - SBS 《영웅호걸》 - Mnet 《슈퍼스타K 2》 심사위원 - Mnet 《20's Choice》 MC                           |
| 2011년 | - Mnet 《서인영의 론치 마이 라이프》 - MBC 《애정만만세》 카메오 출연 - Mnet 《슈퍼스타K 3》 심사위원                                                       |
| 2012년 | - SBS E! 《스타 뷰티 쇼》 - Mnet 《슈퍼스타K 4》 심사위원                                                                                                   |
| 2013년 | - Mnet 《엠넷 보이스 키즈》 심사위원 - SBS E! 《스타 뷰티쇼 시즌 2》 - Mnet 《슈퍼스타K 5》 심사위원 - SBS E! 《스타 뷰티쇼 시즌 3》 - JTBC 《대단한 시집》 |

## 저서
- 서인영의 쇼핑놀이 In Tokyo / 시드페이퍼
- 서인영의 쇼핑놀이 In Singapore / 시드페이퍼

## CF/모델
2007년
- LG유플러스 콜렉트콜 광고

2008년
- 훌랄라 참숯바베큐치킨
- 현대자동차 아반떼 CF
- 메이블린 매그넘 마스카라/립스틱 모델
- 코웨이 음식물 처리기 클리베 CF

2009년
- 농심 너구리 광고 모델

2010년
- 메이블린 뉴욕 마스카라 CF
- 미쏘(Mixxo) 대표 광고 모델

## 홍보대사 활동
- 2008년 서울시 동대문 홍보대사
제주특별자치도 홍보대사
- 2003년 서울 강남구 청소년 금연홍보대사 
농림부 꽃 홍보대사
- 2002년 아시안 경기대회 홍보대사